# Bruno Born
Bruno Born (25 de outubro de 1903 — 14 de março de 1973) foi um político brasileiro. Foi durante 39 anos diretor do Hospital de Lajeado (1934 a 1973), agora denominado Hospital Bruno Born. Foi prefeito de Lajeado duas vezes, deputado federal e diretor de empresas.
Foi eleito deputado estadual, pelo UDN, para a 37ª Legislatura da Assembleia Legislativa do Rio Grande do Sul, de 1947 a 1951.